# Louis Vander Snickt

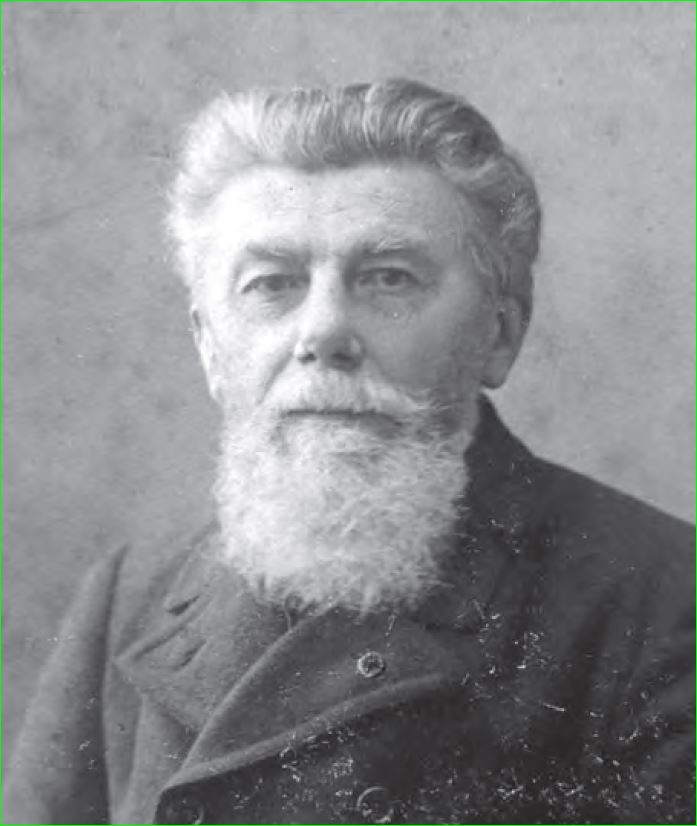
Foto van ca. 1906

Louis Vander Snickt (Geraardsbergen, 24 februari 1837 - 20 oktober 1911) was een Belgische zoöloog. Zijn activiteit betrof vooral pluimvee en ander kleinvee. Hij was achtereenvolgens directeur van de dierentuin van Gent en van die in Düsseldorf.

## Levensloop
Vander Snickt werd als oudste van vijf kinderen in een boerenfamilie in Geraardsbergen geboren. Hij had daarom in zijn jonge jaren al veel contact met de lokale veerassen. Hij bezocht l’Institution de Melle met het zwaartepunt handel. Toen hij zeventien was, stierf zijn vader. Hij ging daarom van school om de boerderij van zijn ouders te verzorgen. Via een oom in Engeland kreeg hij exotische dieren en begon een dierenhandel. In dezelfde tijd hield hij zich met veel andere dingen bezig, zoals de visserij en de jacht.
Door zijn kennis en contacten werd hij in 1871 directeur van de dierentuin van Gent. Hij bleef in deze tijd in dieren handelen en had toenemende belangstelling voor lokale dierenrassen. In 1876 kon hij de positie van dierentuindirecteur in Düsseldorf krijgen. Omdat toegezegde subsidies niet kwamen, verliet hij Duitsland twee jaar later en vertrok naar Brussel. Vanwege zijn gezondheid handelde hij steeds minder. Vanaf 1883 kon hij hoofdredacteur van het tijdschrift Chasse et Pêche worden. Om de viskwekerij technisch te verbeteren kreeg hij vrije vervoeging over de vijvers van kasteel Hertoginnedal in Brussel.

## Pluimvee
Naast zijn belangstelling voor honden en vissen had Vander Snickt altijd een grote interesse voor pluimvee: kippen, duiven en exotische vogels. Hij was als keurmeester zeer gevraagd. In die hoedanigheid benadrukte hij dat rassen met nuttigge of bijzondere kenmerken deze zonder meer moesten behouden (de vlucht van tuimelaars, de legeigenschappen van legrassen enz.). Van Vander Snickt komt ook de eerste beschrijving van de typische kraai van de Bergse kraaier. Veel van zijn tekeningen zijn tot vandaag de dag de basis voor verschillende standaardbeschrijvingen voor Belgische rassen. In 1891 kon hij Edward Brown behulpzaam zijn bij diens „Report on the Poultry Industry in Belgium“.

## Publicaties
- L’Aquiculture en Belgique, 1894
- Le Chant du coq, in: Bulletin de la Société nationale d'acclimatation de France, juni 1904, pag. 161–170

- Virtual International Authority File: 307403843